# Quirinópolis
Quirinópolis là một đô thị thuộc bang Goiás, Brasil. Đô thị này có diện tích 3780,173 km², dân số năm 2007 là 38165 người, mật độ 10,1 người/km².